# Xã Coffey, Quận White, Arkansas
Xã Coffey (tiếng Anh: Coffey Township) là một xã thuộc quận White, tiểu bang Arkansas, Hoa Kỳ. Năm 2010, dân số của xã này là 1.196 người.